# ریچارد فورمن

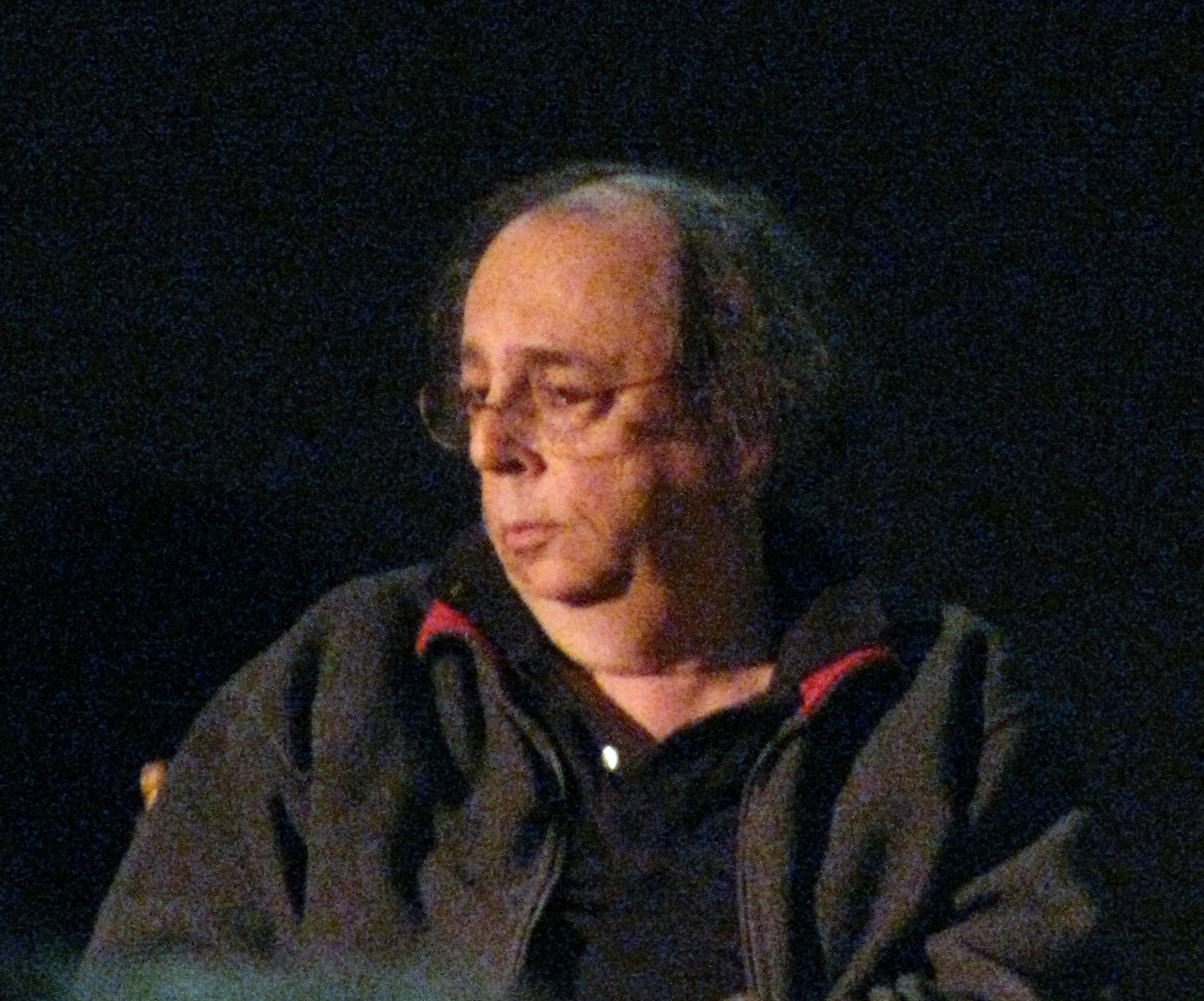
ریچارد فورمن

ریچارد فورمن (۱۰ ژوئن ۱۹۳۷ – ۴ ژانویهٔ ۲۰۲۵) کارگردان، نمایشنامه‌نویس و نویسنده آمریکایی صاحب‌سبک بود. او بنیان‌گذار کمپانی و جریان تئاتر آنتولوجیکال-هیستریک تیتر می‌باشد. این جریان که بیشتر شامل تولیدات کمپانی تئاتری است که به فارسی تئاتر هستی‌شناختی-متشنج هم ترجمه شده‌است، اجراهایی است که خود ریچارد فورمن و گروهش از اواسط دهه شصت میلادی در ساختمان کلیسای سنت مارک در تئاتر برادوی نیویورک روی صحنه برده‌اند. نام ریچارد فورمن به همراه رابرت ویلسون کارگردان بزرگ آمریکایی همواره به عنوان بنیان‌گذاران تئاتر تصویری و تئاتر معاصر آمریکا آمده‌است.
نمایشنامه‌های «نیچه، ای پسر بد!» و «حالا که کمونیسم مرده، من احساس پوچی می‌کنم» از این نویسنده توسط سعیدرضا خوش‌شانس به فارسی ترجمه و از سوی نشر بیدگل منتشر شده‌است.